# Jukstapozicija
Jukstapozicija (francosko juxtaposition, iz latinščine iuxta - zraven in positio - položaj) je dejanje ali primer postavitve dveh nasprotujočih si elementov blizu skupaj ali drugega ob drugem. To se pogosto naredi za primerjavo/kontrast obeh, za prikaz podobnosti ali razlik itd.

## Govor
Jukstapozicija v literarnem smislu je prikaz kontrasta s pojmi, postavljenimi drug ob drugem. Primer jukstapozicije sta citata »Ne sprašuj, kaj lahko tvoja država stori zate; vprašaj, kaj lahko ti storiš za svojo državo« in »Nikoli se ne pogajajmo iz strahu, ampak nikoli se ne bojmo pogajati«, oba Johna F. Kennedyja, ki mu je bila še posebej všeč jukstapozicija kot retorično sredstvo. Jean Piaget posebej nasprotuje jukstapoziciji na različnih področjih od sinkretizma in trdi, da sta »"jukstapozicija in sinkretizem v nasprotju, pri čemer je sinkretizem prevlada celote nad detajli, jukstapozicija detajlov nad celoto«. Piaget piše:
V vizualnem zaznavanju je jukstapozicija odsotnost odnosov med detajli; sinkretizem je vizija celote, ki ustvarja nejasno, a vseobsegajočo shemo, ki nadomešča podrobnosti. V verbalni inteligenci je jukstapozicija odsotnost odnosov med različnimi členi stavka; sinkretizem je vsestransko razumevanje, ki tvori stavek v celoto. V logiki jukstapozicija vodi do odsotnosti implikacij in vzajemne utemeljitve med zaporednimi sodbami; sinkretizem ustvarja težnjo, da bi vse povezali in utemeljili z najbolj domiselnimi ali najbolj šaljivimi prijemi.
V slovnici se jukstapozicija nanaša na odsotnost povezovalnih elementov v skupini besed, ki so navedene skupaj. Tako, kjer angleščina uporablja veznik in (npr. mati in oče), mnogi jeziki uporabljajo preprosto sopostavitev ('mati oče'). V logiki je jukstapozicija logična zmota opazovalca, kjer dva elementa, postavljena drug poleg drugega, pomenita korelacijo, čeprav nobena ni dejansko zahtevana. Na primer, ilustracija politika in Adolfa Hitlerja na isti strani bi pomenila, da je politik imel skupno ideologijo s Hitlerjem. Podobno bi imel enak učinek beseda »Hitler je bil za nadzor nad orožjem, vi pa tudi«. Ta posebna retorična naprava je dovolj pogosta, da ima svoje ime, Reductio ad Hitlerum.

## Matematika
V algebri je množenje, ki vključuje spremenljivke, pogosto zapisano kot jukstapozicija (npr.{\displaystyle xy} za {\displaystyle x} krat {\displaystyle y} ali {\displaystyle 5x} za petkrat {\displaystyle x}) imenovano tudi implicirano množenje. Zapis se lahko uporablja tudi za količine, ki so obdane z oklepaji (npr. {\displaystyle 5(2)} ali {\displaystyle (5)(2)} za pet krat dva). Ta implicitna uporaba množenja lahko povzroči dvoumnost, ko se povezane spremenljivke slučajno ujemajo z imenom druge spremenljivke, ko je mogoče ime spremenljivke pred oklepajem zamenjati z imenom funkcije ali pri pravilni določitvi vrstnega reda operacij.
V matematiki je jukstapozicija simbolov sosednost faktorjev z odsotnostjo eksplicitnega operatorja v izrazu, zlasti za pogosto uporabljene za množenje: {\displaystyle ax} označuje produkt {\displaystyle a} z {\displaystyle x}, ali {\displaystyle a} krat {\displaystyle x}. Uporablja se tudi za skalarno množenje, matrično množenje, sestavljanje funkcij in logično in. V številskih sistemih ima jukstapozicija števk poseben pomen. V geometriji jukstapozicija imen točk predstavlja premice ali odseke. V lambda računu, jukstapozicija {\displaystyle fx} označuje uporabo funkcije. V fiziki se jukstapozicija uporablja tudi za 'množenje' številske vrednosti in fizikalne količine ter dveh fizikalnih količin, na primer trikrat {\displaystyle \pi } bi bilo zapisano kot {\displaystyle 3\pi } in "površina je enaka dolžini, krat širini" kot {\displaystyle A=\ell w}.

## Umetnost
V celotni umetnosti se jukstapozicija elementov uporablja za izvabljanje odziva v umu občinstva, kot je ustvarjanje pomena iz kontrasta. V glasbi je nenadna sprememba elementov in je postopek glasbenega kontrasta. V filmu je ta učinek namenjen položaju posnetkov enega poleg drugega (montaža). V slikarstvu in fotografiji se jukstapozicija barv, oblik itd. uporablja za ustvarjanje kontrasta, medtem ko je položaj določenih vrst predmetov drug na drugem ali različnih vrst likov v bližini drug drugega namenjen priklicu pomena. V literaturi se pojavljajo različne oblike jukstapozicij, kjer se dve sliki, ki se sicer običajno ne združita, pojavita druga ob drugi ali strukturno blizu, kar bralca prisili, da se prek kontrastnih podob, idej, motivov itd. ustavi in ponovno razmisli o pomenu besedila. Na primer, »Bil je elegantno sključen« je primerjava. V širšem smislu lahko avtor postavi nasproti nasprotujoče si tipe likov, kot sta junak in lopov, ki skupaj delata za dosego skupnega cilja iz zelo različnih motivov.